# Mario Pašalić
Mario Pašalić (* 9. února 1995, Mohuč, Německo) je chorvatský fotbalista. I když se narodil v Německu, hraje za chorvatskou reprezentaci. Od roku 2018 hraje tento fotbalový záložník za italskou Atalantu, kam byl nejprve poslaný na hostování z anglického klubu Chelsea, roku 2020 do Itálie přestoupil natrvalo.
Za národní tým Chorvatska si zahrál na Mistrovství Evropy 2020.

## Klubová kariéra
Během hostování v AC Milán se stal hrdinou superpohárového zápasu Supercoppa italiana s Juventusem. V katarském Dauhá vstoupil na trávník jako střídající hráč vyslaný trenérem Vincenzem Montellou a v penaltovém rozstřelu rozhodl klíčovou penaltou o výhře 4:3 a o první trofeji milánského klubu od roku 2011.
Chorvatský fotbalista se začátkem července 2019 upsal svému klubu Chelsea nově do roku 2022 a následně byl znovu poslán hostovat do Atalanty. Ta se v sezóně 2019/20 představila v Lize mistrů UEFA, ale její debut dne 18. září 2019 nevyšel – venku totiž podlehla 0:4 Dinamu Záhřeb. Pašalić odehrál celý druhý poločas, poté co vystřídal Remoa Freulera. Ve čtvrtém zápase skupiny 6. listopadu pomohl v prostředí stadionu San Siro ve městě Milán jedním gólem k remíze 1:1 a zisku prvního bodu.
V zápase 15. kola italské ligy 30. listopadu 2021 pomohl Atalantě hattrickem vyhrát 4:0 nad Benátkami. Pro Atalantu to byl čtvrtý plný bodový zisk po sobě.

## Reprezentační kariéra
Zahrál si na Mistrovství Evropy 2020, které se kvůli pandemii covidu-19 uskutečnilo až v roce 2021.

## Přestupy
- z Hajduk Split do Chelsea za 2 500 000 Euro
- z Chelsea do Milán za 1 000 000 Euro (hostování)
- z Chelsea do Atalanta za 2 500 000 Euro (hostování)
- z Chelsea do Atalanta za 14 500 000 Euro

## Statistiky
| Sezóna                 | Klub                   | Liga                   | Liga   | Liga | Ligové poháry | Ligové poháry | Ligové poháry | Kontinentální poháry | Kontinentální poháry | Kontinentální poháry | Celkem | Celkem |
| Sezóna                 | Klub                   | Soutěž                 | Zápasy | Góly | Soutěž        | Zápasy        | Góly          | Soutěž               | Zápasy               | Góly                 | Zápasy | Góly   |
| ---------------------- | ---------------------- | ---------------------- | ------ | ---- | ------------- | ------------- | ------------- | -------------------- | -------------------- | -------------------- | ------ | ------ |
| 2012/13                | Hajduk Split           | 1. HNL                 | 2      | 0    | ChP           | 0             | 0             | EL                   | 0                    | 0                    | 2      | 0      |
| 2013/14                | Hajduk Split           | 1. HNL                 | 30     | 11   | ChP+ChS       | 3+1           | 0             | EL                   | 3                    | 0                    | 37     | 11     |
| Celkem za Hajduk Split | Celkem za Hajduk Split | Celkem za Hajduk Split | 32     | 11   | -             | 4             | 0             | -                    | 3                    | 0                    | 39     | 11     |
| 2014/15                | Elche                  | Primera División       | 31     | 3    | ŠP            | 4             | 0             | -                    | 0                    | 0                    | 35     | 3      |
| 2015/16                | Monako                 | Ligue 1                | 16     | 3    | FP+FLP        | 3+1           | 2+0           | LM+EL                | 4+5                  | 2+0                  | 29     | 7      |
| 2016/17                | Milán                  | Serie A                | 24     | 5    | IP+IS         | 2+1           | 0             | -                    | 0                    | 0                    | 27     | 5      |
| 2017/18                | Spartak Moskva         | Premier Liga           | 21     | 4    | RP+RS         | 4+0           | 1             | LM+EL                | 6+1                  | 0                    | 32     | 5      |
| 2018/19                | Atalanta               | Serie A                | 33     | 5    | IP            | 5             | 2             | EL                   | 4                    | 1                    | 42     | 8      |
| 2019/20                | Atalanta               | Serie A                | 35     | 9    | IP            | 1             | 0             | LM                   | 9                    | 3                    | 45     | 12     |
| 2020/21                | Atalanta               | Serie A                | 25     | 6    | IP            | 3             | 0             | LM                   | 5                    | 0                    | 33     | 6      |
| 2021/22                | Atalanta               | Serie A                | 37     | 13   | IP            | 2             | 0             | LM+EL                | 5+4                  | 1                    | 48     | 14     |
| 2022/23                | Atalanta               | Serie A                | 31     | 5    | IP            | 1             | 0             | -                    | 0                    | 0                    | 32     | 5      |
| 2023/24                | Atalanta               | Serie A                | 34     | 6    | IP            | 5             | 1             | EL                   | 11                   | 1                    | 50     | 8      |
| 2024/25                | Atalanta               | Serie A                | ?      | ?    | IP+IS         | ?+0           | ?+0           | LM+ES                | ?+1                  | ?+0                  | ?      | ?      |
| Celkem za Atalantu     | Celkem za Atalantu     | Celkem za Atalantu     | 195    | 44   | -             | 17            | 3             | -                    | 38                   | 6                    | 250    | 53     |
| Celkově                | Celkově                | Celkově                | 319    | 70   | -             | 36            | 6             | -                    | 57                   | 8                    | 412    | 84     |

## Úspěchy

### Klubové
- vítěz italského superpoháru (1x)

Milán: 2016

### Kontinentální
- vítěz evropské ligy UEFA (1x)

Atalanta: 2023/24

### Reprezentační
- 1× na MS (2022 – bronz)
- 2× na ME (2020, 2024)
- 1× na LN (2022/23 – stříbro)